# Eishockey-Weltmeisterschaft 2020
Die Eishockey-Weltmeisterschaften des Jahres 2020 hätten durch die Internationale Eishockey-Föderation in fünf verschiedenen Alters- und Geschlechtsklassen durchgeführt werden sollen. Insgesamt waren in sämtlichen Divisionen 32 Turniere geplant. Wegen der COVID-19-Pandemie wurden mehrere Turniere abgesagt.

## Turnierüberblick

### Herren
Die 84. Eishockey-Weltmeisterschaft der Herren hätte vom 8. bis 24. Mai 2020 in der Schweiz ausgetragen werden sollen. Aufgrund der Coronakrise wurde das Turnier abgesagt. Die Vergabe erfolgte auf dem IIHF-Kongress in Moskau während der Weltmeisterschaft 2016. Die Schweiz war mit den Spielorten Zürich und Lausanne der einzige Bewerber. Sie hätte das Turnier damit zum insgesamt elften Mal ausgerichtet. Zuletzt wurde im Jahr 2009 das Turnier der Top-Division in der Schweiz ausgetragen.
Austragungsorte und -zeiträume
- Top-Division: 8. bis 24. Mai 2020 in Zürich und Lausanne, Schweiz
- Division I
  - Gruppe A: 27. April bis 3. Mai 2020 in Ljubljana, Slowenien
  - Gruppe B: 27. April bis 3. Mai 2020 in Katowice, Polen
- Division II
  - Gruppe A: 19. bis 25. April 2020 in Zagreb, Kroatien
  - Gruppe B: 19. bis 25. April 2020 in Reykjavík, Island
- Division III
  - Gruppe A: 19. bis 25. April 2020 in Kockelscheuer, Luxemburg
  - Gruppe B: 20. bis 23. April 2020 in Kapstadt, Südafrika
- Division IV: 3. bis 5. März 2020 in Bischkek, Kirgisistan

### U20-Junioren
Die 44. Eishockey-Weltmeisterschaft der U20-Junioren fand vom 26. Dezember 2019 bis zum 5. Januar 2020 in den tschechischen Städten Ostrava und Třinec statt.
Austragungsorte und -zeiträume
- Top-Division: 26. Dezember 2019 bis 5. Januar 2020 in Ostrava und Třinec, Tschechien
- Division I
  - Gruppe A: 9. bis 15. Dezember 2019 in Minsk, Belarus
  - Gruppe B: 12. bis 18. Dezember 2019 in Kiew, Ukraine
- Division II
  - Gruppe A: 6. bis 12. Januar 2020 in Vilnius, Litauen
  - Gruppe B: 28. Januar bis 3. Februar 2020 in Gangneung, Südkorea
- Division III: 13. bis 19. Januar 2020 in Sofia, Bulgarien

### U18-Junioren
Die 22. Eishockey-Weltmeisterschaft der U18-Junioren hätte vom 16. bis 26. April in den US-amerikanischen Städten Plymouth und Ann Arbor im Bundesstaat Michigan stattfinden sollen.
Austragungsorte und -zeiträume
- Top-Division: 16. bis 26. April 2020 in Plymouth und Ann Arbor, Michigan, USA
- Division I
  - Gruppe A: 13. bis 19. April 2020 in Spišská Nová Ves, Slowakei
  - Gruppe B: 12. bis 18. April 2020 in Asiago, Italien
- Division II
  - Gruppe A: 22. bis 28. März 2020 in Tallinn, Estland
  - Gruppe B: 23. bis 29. März 2020 in Sofia, Bulgarien
- Division III:
  - Gruppe A: 16. bis 22. März 2020 in Istanbul, Türkei
  - Gruppe B: 29. März bis 4. April 2020 in Kockelscheuer, Luxemburg

### Frauen
Die 22. Eishockey-Weltmeisterschaft der Frauen war für den 31. März bis zum 10. April 2020 in den kanadischen Städten Halifax und Truro in der Provinz Nova Scotia geplant, wurde aber abgesagt. Die Turniere der Divisionen II und III wurden noch durchgeführt.
Austragungsorte und -zeiträume
- Top-Division: 31. März bis 10. April 2020 in Halifax und Truro, Nova Scotia, Kanada
- Division I
  - Gruppe A: 12. bis 18. April 2020 in Angers, Frankreich
  - Gruppe B: 28. März bis 3. April 2020 in Katowice, Polen
- Division II
  - Gruppe A: 29. März bis 4. April 2020 in Jaca, Spanien
  - Gruppe B: 23. bis 29. Februar 2020 in Akureyri, Island
- Division III: 4. bis 10. Dezember 2019 in Sofia, Bulgarien

### U18-Frauen
Die 13. Eishockey-Weltmeisterschaft der U18-Frauen fand vom 26. Dezember 2019 bis zum 2. Januar 2020 in der slowakischen Hauptstadt Bratislava statt.
Austragungsorte und -zeiträume
- Top-Division: 26. Dezember 2019 bis 2. Januar 2020 in Bratislava, Slowakei
- Division I
  - Gruppe A: 3. bis 9. Januar 2020 in Füssen, Deutschland
  - Gruppe B: 2. bis 8. Januar 2020 in Katowice, Polen
- Division II
  - Gruppe A: 25. bis 28. Januar 2020 in Eindhoven, Niederlande
  - Gruppe B: 28. Januar bis 2. Februar 2020 in Mexiko-Stadt, Mexiko